# کلاس تشریح دکتر نیکولاس تولپ
کلاس تشریح دکتر نیکولاس تولپ (به انگلیسی: The Anatomy Lesson of Dr. Nicolaes Tulp) یک نقاشی رنگ روغن بر روی بوم است که در سال ۱۶۳۲ توسط رامبراند نقاشی شده‌است و در موزه مائریتشویس در لاهه، هلند قرار دارد. این نقاشی به عنوان یکی از شاهکارهای اولیه رامبراند محسوب می‌شود.
در این کار، دکتر نیکولاس تولپ به شرح ماهیچه ساعد دست،برای متخصصان پزشکی می‌پردازد. برخی از تماشاگران پزشکان مختلفی هستند که مبلغی را به عنوان کمیسیون پرداخت کردند تا در نقاشی حضور داشته باشند. در گوشه بالا و سمت چپ نقاشی عنوان رامبراند امضا شده‌است.

## تاریخچه
تاریخ این رویداد باید ۳۱ ژانویه ۱۶۳۲ باشد: انجمن صنفی جراحان آمستردام که تولپ آناتومیست رسمی شهر بود، فقط یک بار در یک بخش عمومی در سال مجاز به کالبدشکافی بود و بدن می‌بایست متعلق به یک جنایتکار اعدام شده باشد.
دروس آناتومی یک رویداد اجتماعی در قرن ۱۷ میلادی بود که در سالن‌های سخنرانی که نمایشهای واقعی بودند برگزار می‌شد و دانشجویان، همکاران و عموم مردم مجاز به شرکت به شرط پرداخت هزینه ورودی بودند. تماشاگران برای این مناسبت اجتماعی، پوشش مناسب دارند. تصور می‌شود که بالاترین شخص (نه کسی که کاغذ در دست دارد) و دورترین چهره‌های سمت چپ بعداً به تصویر اضافه شده‌اند.
هر پنج تا ده سال یکبار، انجمن جراحان می‌توانست یک پرتره نگار از پیشگامان دوره را مأمور کند. رامبراند در ۲۶ سالگی برای این وظیفه انتخاب و به سرعت وارد آمستردام شد. این نخستین مأموریت بزرگ وی در آمستردام بود. هرکدام از مردان موجود در پرتره مبلغ مشخصی را برای گنجانده شدن در این اثر را پرداخت می‌کردند و چهره‌های مرکزی تر (در این مورد دکتر تولپ) احتمالاً مبلغ بیشتری، حتی دو برابر بیشتر را پرداخت می‌کردند. پرتره آناتومیکی رامبراند با قرار دادن یک جسد که به طول دراز شده است و در مرکز تصویر (با استفاده از نمادنگاری مسیحی مانند) قرار دارد، ایجاد شده است. این تابلو نه تنها یک پرتره بلکه نمایش یک میزانسن است که باعث تغییر چشمگیر این ژانرها شد. تصویر رامبراند ساختگی است؛ زیرا در یک درس آناتومی معمولی، جراح با بازکردن حفره قفسه سینه شروع می‌کند، به این خاطر که اندام‌های داخلی آن‌جا سریع‌تر فاسد می‌شوند.

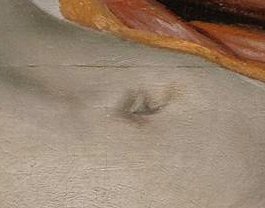
ناف جسد با حرف R شکل گرفته‌است

## کارهای مشابه

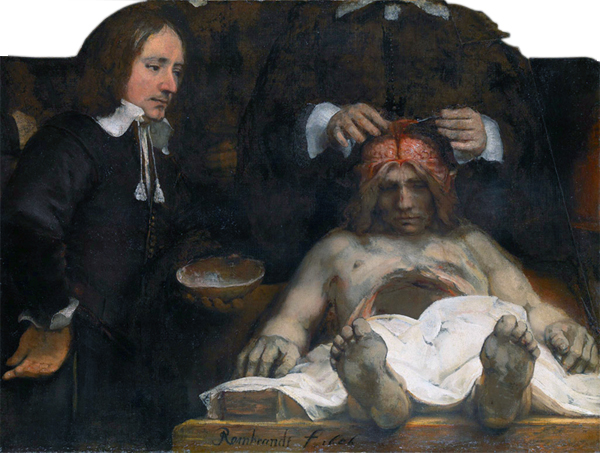
رامبراند: درس آناتومی دکتر دجیمان (۱۶۵۶)

درس آناتومی دکتر دجیمان، که توسط رامبرانت در سال ۱۶۵۶ نقاشی شده‌است، قرار بود در سالن آناتومیک آمستردام در کنار درس آناتومی تولپ نمایش داده شود. دجیمان دستیار اول تولپ بود. این نقاشی در سال ۱۷۲۳ در اثر آتش‌سوزی آسیب دید و تنها یک قطعه مرکزی باقی مانده‌است.
در حدود سال ۱۸۵۶ ادوار مانه از لاهه بازدید کرد و یک نسخه کوچک از دروس آناتومی را با رنگ روغن ایجاد و به‌طور گسترده در یک پالت منحصر نقاشی کرد و به پزشک خود، دکتر سیریدی داد.